# 1109 (numero)
Millecentonove (1109) è il numero naturale dopo il 1108 e prima del 1110.

## Proprietà matematiche
- È un numero dispari.
- È un numero primo.
  - È un numero primo di Chen.
- È parte della terna pitagorica (1109, 614940, 614941).